# Cetona (Itália)
Cetona é uma comuna italiana da região da Toscana, província de Siena, com cerca de 2.855 habitantes. Estende-se por uma área de 53 km², tendo uma densidade populacional de 54 hab/km². Faz fronteira com Chiusi, Città della Pieve (PG), Fabro (TR), San Casciano dei Bagni, Sarteano.
Pertence à rede das Aldeias mais bonitas de Itália.

## Demografia
| Variação demográfica do município entre 1861 e 2011                               |
|                                                                                   |
| Fonte: Istituto Nazionale di Statistica (ISTAT) - Elaboração gráfica da Wikipedia |